# Чане
Чане (исп. Chané) — когда-то крупная этническая группа в составе араваков, проживавшая на равнинах между Чако и Андами на севере современной Аргентины и юге Боливии. Мигрировали в регион Большого Конуса вместе с рядом других аравакских народов около 500 г. до н. э. В настоящее время существуют небольшие общины, подвергшиеся сильному влиянию гуарани.

## История
Создали неолитическую культуру с плотно населёнными деревнями, культивировали кукурузу, арахис, хлопок и тыкву, создали оригинальную керамику, а также графические изображения, обнаруженные археологами в окрестностях современных городов Санта-Крус-де-ла-Сьерра, Самайпаты, Портачуэло, Валье-Абахо, Окинава, Котока, Эль-Пари, Матарал и Варнес. Также создавали деревянные маски и одежду из ткани.
Чане представляли собой мирную культуру, торговали с носителями языка кечуа (сформировавшими позднее империю инков) и с другими аравакскими племенами. Империя инков и чане заключили пакт для совместной борьбы против южных соседей — племён гуарани, которых инки называли «чиригуано». Гуарани постоянно совершали набеги на земли чане, и ещё до испанской конкисты они разгромили объединённые силы чане и инков и захватили территорию, где проживали чане, вплоть до Сибирского хребта. Часть чане была обращена в рабство, другая часть мигрировала на менее плодородные земли к юго-востоку от прежних земель обитания. Многие женщины из племени чане были взяты в жёны индейцами-гуарани, и это положило начало ассимиляции чане. В колониальный период чане, в том числе и перешедшие на язык гуарани, подверглись ассимиляции европейцами.

## Распространение
В настоящее время существуют две небольшие общины чане — в Боливии в регионе Исосог (Izozog) близ города Санта-Крус-де-ла-Сьерра, и в Аргентине в округах Якуи (Yacui) и Че-Ренда близ г. Тартагаль. В обоих случаях чане подверглись влиянию носителей языков и культур гуарани, однако до сих пор сохраняют свою идентичность. Прочие потомки чане были ассимилированы сначала гуарани, затем испанцами и европейскими переселенцами последующих волн.